# Karanisjaure (Gällivare socken, Lappland, 751957-168635)
Karanisjaure är en sjö i Gällivare kommun i Lappland och ingår i Kalixälvens huvudavrinningsområde. Sjön har en area på 0,0883 kvadratkilometer och ligger 439 meter över havet. Karanisjaure ligger i Kaitum fjällurskog Natura 2000-område.

## Delavrinningsområde
Karanisjaure ingår i det delavrinningsområde (751523-168104) som SMHI kallar för Mynnar i Vuotnajåkka. Medelhöjden är 526 meter över havet och ytan är 58,85 kvadratkilometer. Räknas de 2 avrinningsområdena uppströms in blir den ackumulerade arean 89,84 kvadratkilometer. Siergajohka som avvattnar avrinningsområdet har biflödesordning 4, vilket innebär att vattnet flödar genom totalt 4 vattendrag innan det når havet efter 324 kilometer. Avrinningsområdet består mestadels av skog (65 procent) och sankmarker (27 procent). Avrinningsområdet har 0,44 kvadratkilometer vattenytor vilket ger det en sjöprocent på 0,7 procent.